# London Underground S Stock
Der S-Stock von London Underground ist eine Baureihe von elektrischen Triebzügen, die auf der Circle Line, District Line, Hammersmith & City Line und der Metropolitan Line der Londoner U-Bahn eingesetzt werden. Auf der Metropolitan Line werden Züge mit acht Wagen (S8) und auf den übrigen Linien solche mit sieben Wagen (S7) eingesetzt. Das S leitet sich aus dem Einsatzgebiet (Unterpflasterlinien, engl. subsurface) ab.

## Daten und Fakten
Der S-Stock ist Teil der Bombardier-Movia-Familie. Von 2010 bis 2013 wurden 133 S7- und 58 S8-Züge ausgeliefert.
Die Fahrzeuge sind klimatisiert und besitzen Nutzbremsen, die 20 % der Bremsenergie zurückgewinnen und ins Netz einspeisen.
Die Züge können mit 1,3 m/s² schneller beschleunigen als die bisherigen Baureihen. Die Höchstgeschwindigkeit ist auf 62 mph (100 km/h) beschränkt, was 8 mph langsamer ist als die Höchstgeschwindigkeit des A-Stock, allerdings schneller als der C- oder der D-Stock. Werden alte und neue Züge zusammen eingesetzt, muss bei der Fahrplangestaltung Rücksicht auf die langsamste Reihe genommen werden, damit keine Lücken im Betriebsablauf entstehen.
Die S8-Züge weisen mit 306 Sitzplätzen weniger als die älteren A-Stock (448 Sitzplätze), jedoch verfügen die Züge des S-Stock über 25 % mehr Stehplätze und bieten mehr Raum für Kinderwagen und Rollstühle.
Neu für London Underground sind die Wagenübergänge mit großem Querschnitt, durch die Übersicht und ein Durchgang durch den gesamten Zug möglich ist. Die Züge sind videoüberwacht, der Triebwagenführer kann sehen, was hinter ihm passiert.
Die Züge besitzen ein modernes Fahrgastinformationssystem (kurz FIS, engl. passenger information system), das die gewöhnlichen automatischen Ansagen und Punktlicht-Anzeigetafeln an folgenden Orten beinhaltet:
- dreizeilige Anzeigen außen an den Zugenden: Linie, Ziel und (bei der Metropolitan Line) Betriebsart (fast, semi-fast, stopping at all stations)
- einzeilige Anzeigen an jedem Wagen außen, sichtbar vom Bahnsteig aus: Linie, Ziel und Betriebsart
- einzeilige Anzeigen im Zug: jeweils angepasst: Linie, Ziel, Betriebsart, aktueller Bahnhof, nächster Bahnhof, Sicherheitshinweise

Wie in der Metropolitan Line üblich, befinden sich in den S8-Zügen neben den seitlichen Längssitzen (engl. longitudinal seating), die an einigen Stellen eingeklappt werden können, um mehr Platz für Rollstühle, Kinderwagen und Stehplätze zu erhalten, einige Quersitze in Abteilform (engl. reverse seating), da durch die Länge der Metropolitan Line in die Vororte im Nordwesten die Längssitze auf Dauer unbequem werden. Bei den S7-Zügen wird auf Quersitze vollständig verzichtet.
Im Rahmen des Sub-Surface 4LM-Projekts (Four line modernisation) wurde der Großteil der von den Zügen des S-Stock befahrenen Strecken mit Zugbeeinflussungseinrichtungen CBTC von Thales ausgestattet. Die Züge wurde im Rahmen dieses Projekts mit dazugehörenden Fahrzeuggeräten nachgerüstet.

## Bildergalerie

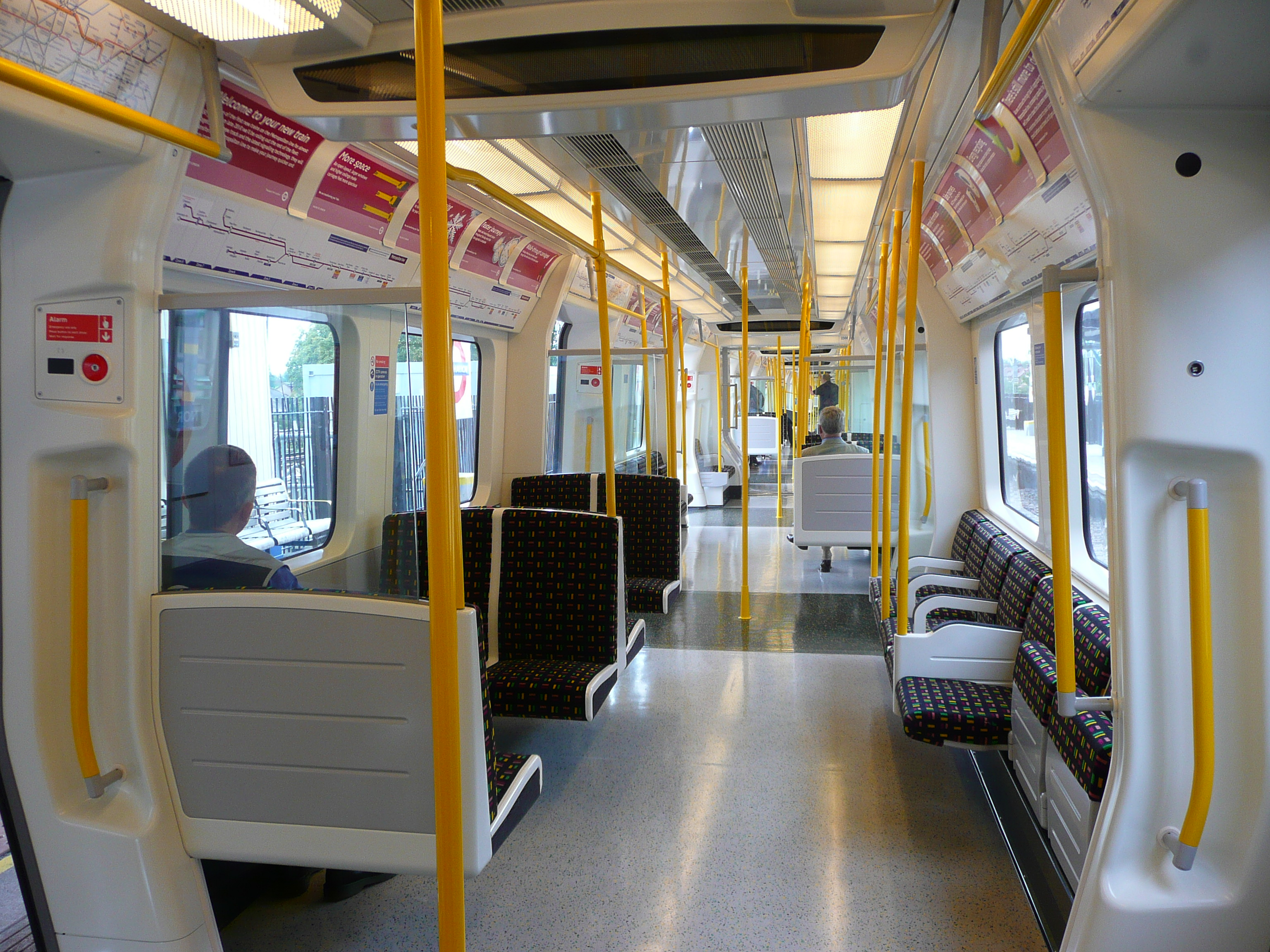
Für die Metropolitan Line werden die Züge mit einer etwas anderen Sitzkonfiguration versehen, die Vierergruppen beinhaltet.
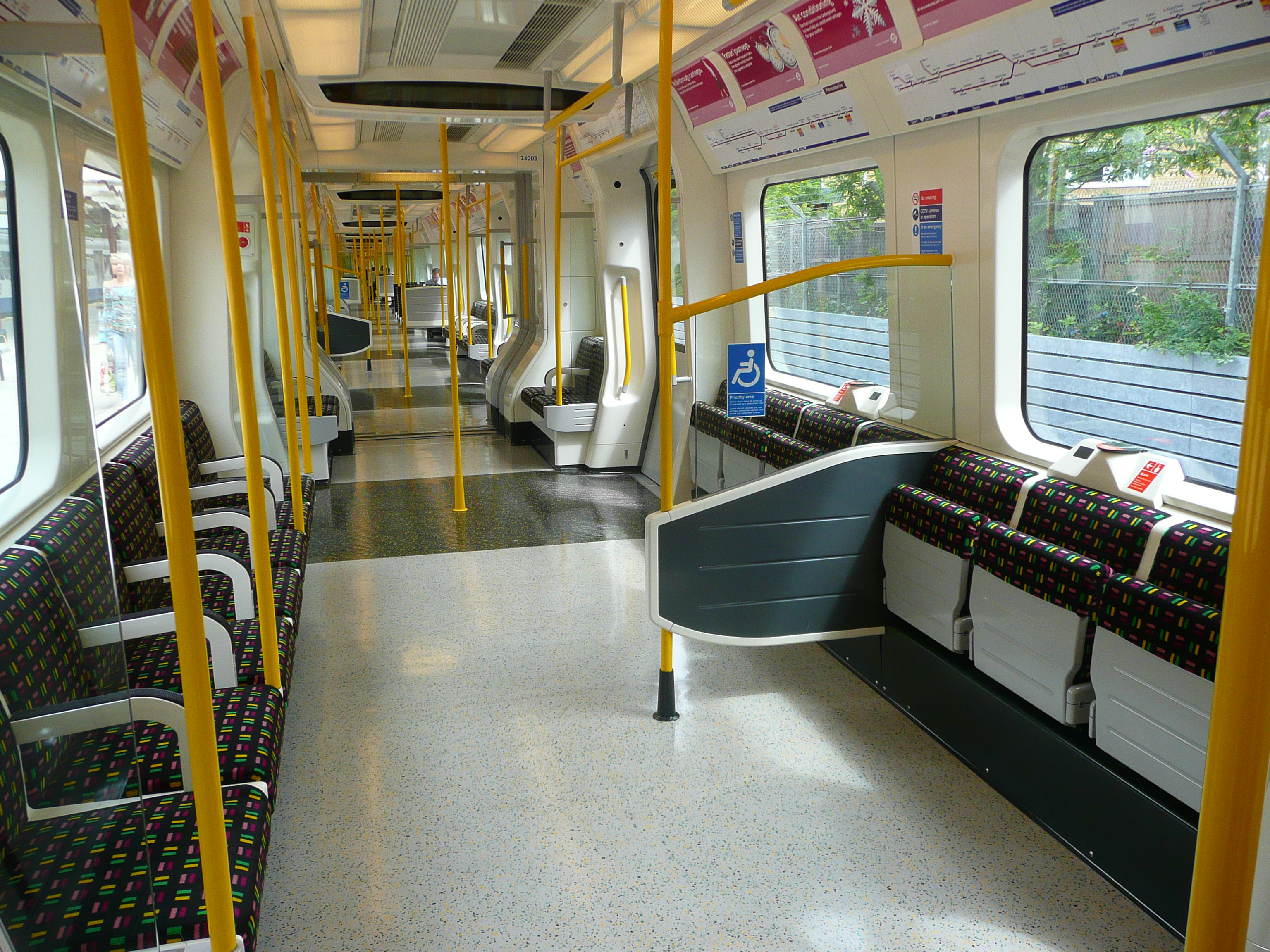
Die Züge bieten viel Platz für Rollstühle und Kinderwagen, aber auch für Stehplätze.
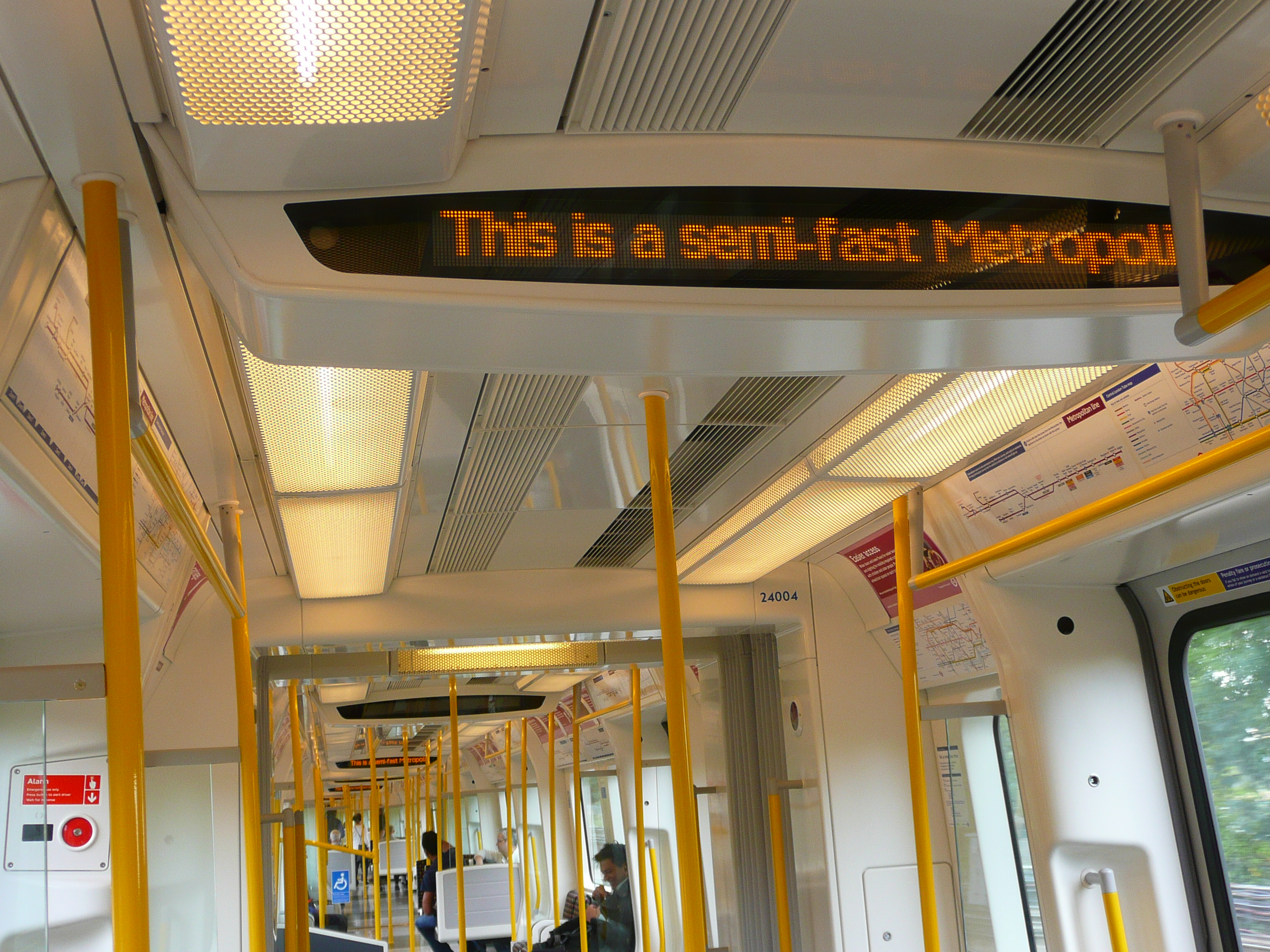
Vorn, hinten, an den Seiten und im Zug befinden sich Anzeigen, die die Linie, das Ziel, den nächsten Halt und ggf. Sicherheitshinweise anzeigen.
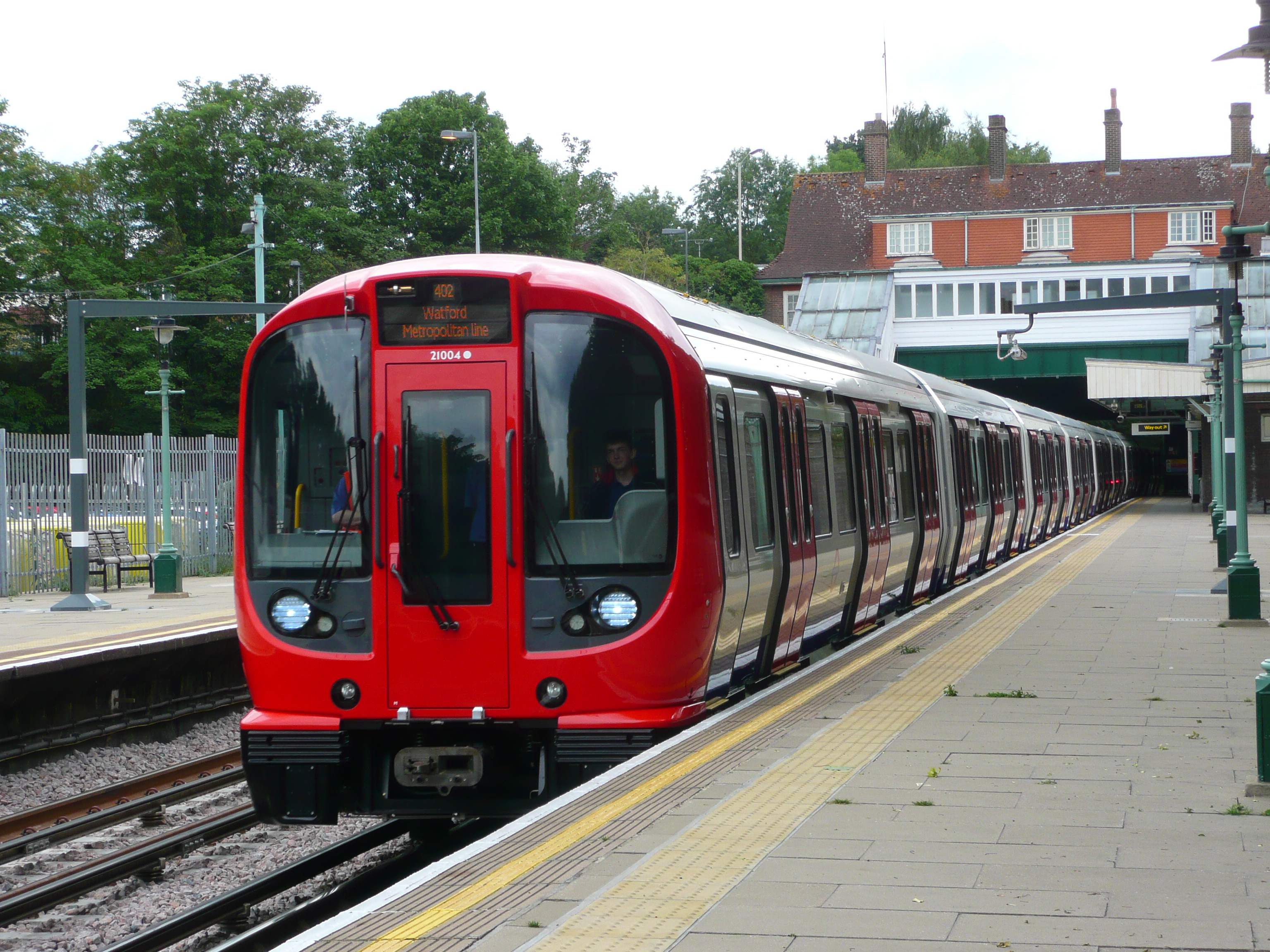
Zug im Bahnhof Croxley
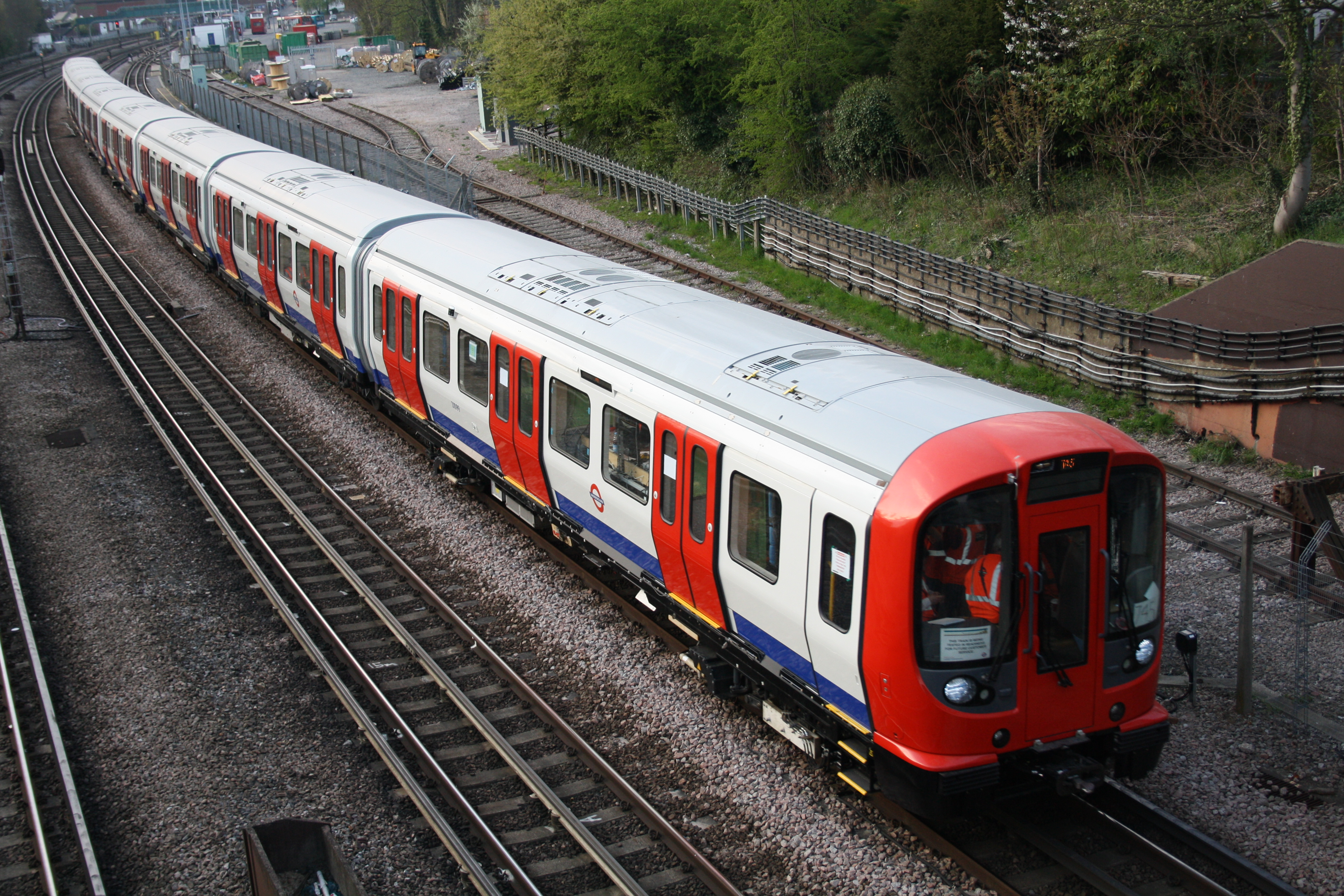
S7-Garnitur bei Testfahrten
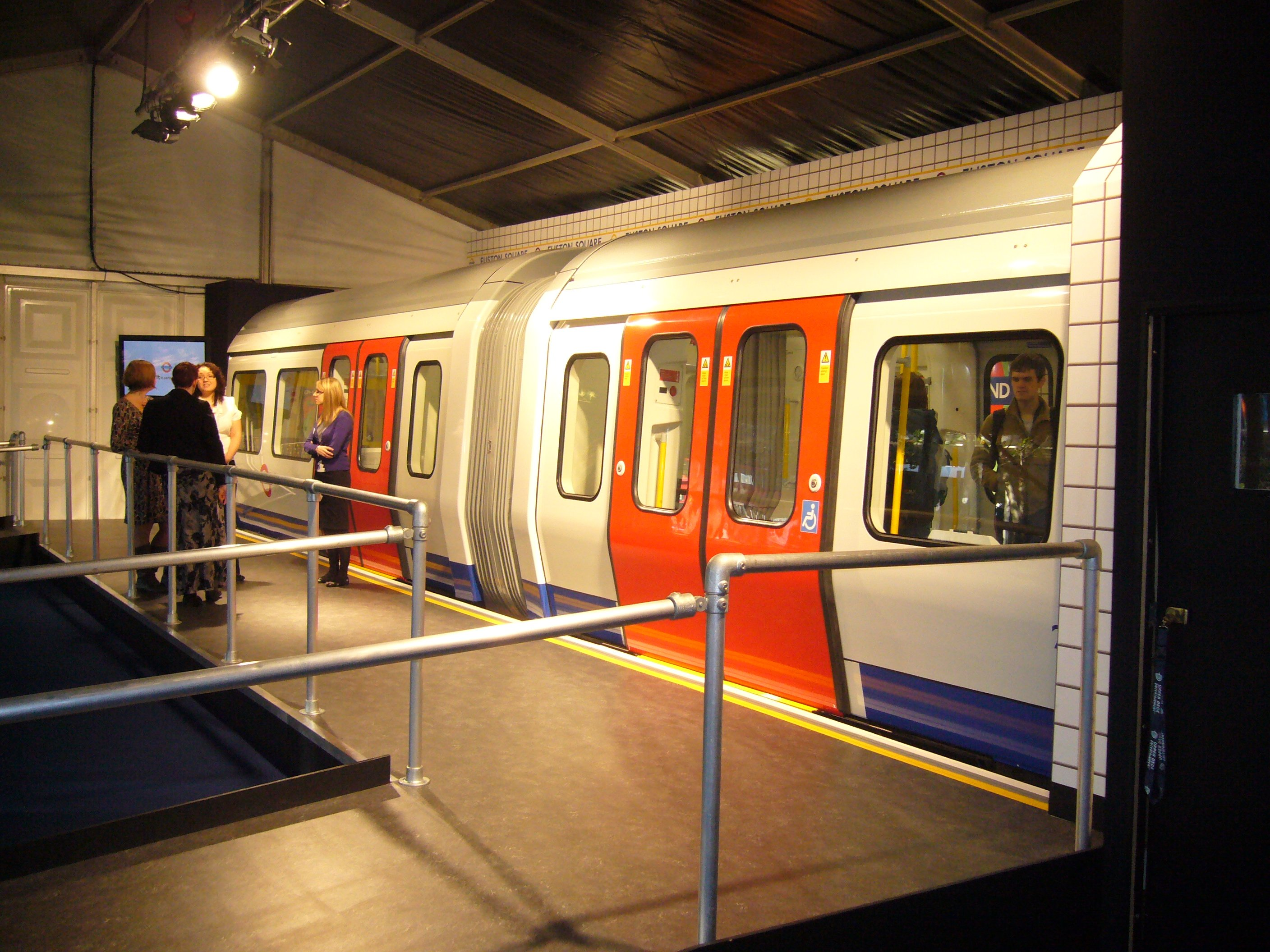
Mockup im Bahnhof Euston